# Albert Piault
Albert Piault, né le 11 avril 1914 à Essert et Mort pour la France le 23 août 1944 à La Garde, est un militaire et résistant français, Compagnon de la Libération.

## Biographie

### Jeunesse et formation
Albert Piault naît le 11 avril 1914 dans l'ancienne commune d'Essert dans l'Yonne,. Cultivateur comme son père, il part faire son service militaire de 1934 à 1935 au 4e régiment de zouaves en Tunisie,. Une fois libéré, il décide de rester en Afrique et s'installe à Abidjan, en Côte d'Ivoire.

### Seconde Guerre mondiale
Non mobilisé en 1939, il se trouve encore en Afrique pendant la drôle de guerre et la bataille de France. Lorsqu'il prend connaissance de l'armistice du 22 juin 1940 il décide de s'évader et part le 8 juillet pour la Gold Coast voisine, colonie britannique. Engagé dans les forces françaises libres, il part pour le Cameroun et est affecté au 3e bataillon du 1er régiment de tirailleurs du Cameroun et participe à la campagne du Gabon à la fin de l'année 1940. Son bataillon devient ensuite le Bataillon de marche no 4 (BM4) avec lequel Albert Piault part au Levant pour la campagne de Syrie. Il participe ensuite aux derniers combats de la campagne d'Éthiopie à l'issue de laquelle il stationne dans ce pays jusqu'en avril 1942 avant de partir pour le Liban. En janvier 1943, au sein de la 2e brigade française libre à laquelle est subordonnée le BM4, il retrouve l'Afrique du Nord où il combat en Libye avant de participer à la campagne de Tunisie. Promu adjudant en juillet 1943 puis aspirant en janvier 1944, Albert Piault prend part à la campagne d'Italie où ses qualités lui permettent d'assurer brillamment sa fonction d'officier-observateur en formant une équipe de sentinelles efficaces se distinguant notamment le 13 juin 1944 en stoppant une contre-attaque ennemie.
En août 1944, il participe au débarquement de Provence et prend part à la bataille de Toulon. Le 23 août, lors de la prise de la colline du Thouar sur la commune de La Garde, Albert Piault est tué par un éclat d'obus alors qu'il se trouve à son poste d'observation. Il est inhumé dans son village natal, devenu depuis un hameau de la commune de Lucy-sur-Cure.

## Décorations
|  |  |  |  |  |  |
|  |  |  |  |  |  |

| Chevalier de la Légion d'Honneur         | Chevalier de la Légion d'Honneur | Chevalier de la Légion d'Honneur | Compagnon de la Libération Par décret du 20 novembre 1944 | Compagnon de la Libération Par décret du 20 novembre 1944 | Compagnon de la Libération Par décret du 20 novembre 1944 | Croix de guerre 1939-1945 | Croix de guerre 1939-1945 | Croix de guerre 1939-1945 |
| Médaille coloniale Avec agrafe "Somalie" |                                  |                                  |                                                           |                                                           |                                                           |                           |                           |                           |

## Hommages
- À La Garde, où il fut tué, une rue a été baptisée en son honneur[7].
- À Lucy-sur-Cure, son nom figure sur le monument aux Morts du hameau d'Essert[8].